# Sinelater
Sinelater is een geslacht van kevers uit de familie  
kniptorren (Elateridae).
Het geslacht is voor het eerst wetenschappelijk beschreven in 1967 door Laurent.

## Soorten
Het geslacht omvat de volgende soort:
- Sinelater perroti (Fleutiaux, 1940)